# Sonic the Hedgehog 2 (16 біт)
Sonic the Hedgehog 2 (яп. ソニック ザ ヘッジホッグ 2, Sonikku za Hejjihoggu Tsū, укр. Їжак Сонік 2, також просто Sonic 2) — відеогра в жанрі платформера, розроблена Sonic Team у співавторстві з її підрозділом Sega Technical Institute. Гра була випущена компанією Сеґа на гральну консоль Sega Mega Drive/Genesis 21 листопада 1992 року в Японії. У Північній Америці та Європі гра з'явилася 24 листопада.
Гра є сюжетним продовженням Sonic the Hedgehog — першої гри в серії про пригоди їжака Соніка. Основна відмінність від першої частини — можливість грати удвох, за допомогою включення в гру нового персонажа, лисеняти Тейлза.
Гра перевидана на кількох платформах; у грудні 2013 для iOS та Android була випущена перероблена версія, розроблена на рушії Retro Engine.

## Сюжет
В кінці Sonic the Hedgehog база доктора Еґґмена (Роботніка) була знищена, але сам він встиг втекти і тепер планує нове захоплення світу. Він таємно слідкує за біпланом Соніка, «Торнадо», до місця його відпочинку на Західній Стороні Острова. Згідно з легендою, стародавня раса, що жила колись на цих землях, володіла силою семи Смарагдів Хаосу та Роботнік прагне знайти та дістати ці могутні артефакти для того, щоб живити ними свою нову зброю — велику космічну станцію під назвою «Яйце Смерті» (англ. Death Egg). Сонік, тим часом, познайомився з двохвостим лисеням Майлзом Прауером на прізвисько «Тейлз» (з англ. Хвостатий), який став його вірним другом. І ось, Доктор Роботнік починає свій масштабний напад на Острів. Він ловить його мешканців і робить їх рушіями для своїх роботів. Сонік та Тейлз прагнуть зупинити Доктора і зібрати Смарагди Хаосу раніше за нього.

## Ігровий процес

### Однокористувацький
Sonic the Hedgehog 2 розвиває основи ігрового процесу першої частини. У грі присутня можливість грати за двох персонажів: самого Соніка і двохвостого лисеняти Тейлза, керованого з другого джойстика.
Тейлз, яким керує другий гравець, є більше пасивним учасником подій: ігрова камера навіть не стежить за ним, оскільки сконцентрована на Соніку, і лисеня може просто загубитися за ігровим екраном, але, після певного часу, він автоматично прилітає до Соніка, обертаючи своїми хвостами як пропелером. Те ж відбувається, якщо він гине під час гри, що, таким чином, робить його «безсмертним». Тейлз виступає як помічник першого гравця, він також може знищувати ворогів і збирати кільця, які при цьому додаються Соніку. Якщо другий джойстик не підключений, штучний інтелект змушує Тейлза просто слідувати за Соніком і повторювати його рухи. Опції гри дозволяють відмовитися від супроводу Тейлза або, навпаки, прибрати Соніка, зробивши лисенятка головним героєм.
На відміну від наступних частин, технічних відмінностей між персонажами немає і їх рухи ідентичні. У Sonic the Hedgehog 2 і Сонік, і Тейлз можуть використовувати нову ігрову можливість, якої не було в першій частині — spin dash, що можна перекласти як «розгін»: персонажі, згорнувшись у клубок, можуть розігнатися на місці і сильним ривком покотитися на великій швидкості, знищуючи ворогів, що зустрічаються на шляху.

### Два гравці
У грі також існує режим для двох гравців, при якому екран ділиться на дві частини і гравці змагаються, наввипередки проходячи рівні. У режимі для двох гравців присутні рівні «Emerald Hill», «Casino Night», «Mystic Cave» та «Special Stage» (в останньому гравці змагаються у зборі кілець). Боси в кінці перших трьох зон відсутні. У цьому режимі також додаються два додаткові види моніторів з бонусами для гравців: один — із зображенням Еггмана, розбивши який, гравець отримує ушкодження, як від зіткнення з ворогом, та монітори-телепорти, при розбиванні яких гравці міняються місцями.

### Супер Сонік
Зібравши на рівнях «Special Stages» всі сім Смарагдів Хаосу, Сонік отримує можливість перетворитися на Супер Соніка. Для цього після отримання всіх Смарагдів гравець повинен зібрати понад 50 кілець і двічі натиснути на «стрибок». Сонік забарвиться в жовтий колір, стане швидше бігати і стрибати і отримає можливість вбивати ворогів простим дотиком; для нього будуть не страшні шипи і вогонь, проте він все ж може померти, якщо буде задавлений блоками, пресами, або потрапить у прірву. Проте при грі за Тейлза одержання всіх Смарагдів ні на що не впливає, оскільки можливість аналогічної суперформи у лисеняти відсутня.

## Рівні

### Зони
Ігрові зони, на відміну від Sonic the Hedgehog, в цій грі мають два акти, проте вони стали помітно довшими. Виняток становлять «Metropolis Zone», що має три акти, і три останніх рівня, що складаються тільки з одного акта. Протагоніст гри, як і раніше, повинен бігти зліва направо, збираючи по дорозі кільця і знищуючи ворогів. У кінці зони, як і в першій частині, на шляху гравця з'являється бос — Доктор Еггман. На рівнях також є контрольні точки — стовпи із зображенням зірки, які в Sonic the Hedgehog 2 є не тільки місцем збереження в разі смерті ігрового персонажа, але і шляхом потрапляння на спеціальні рівні — Special Stage.
- Emerald Hill Zone (укр. Смарагдовий Пагорб). Дія відбувається на Смарагдових пагорбах, де мало ворогів і багато золотих кілець, що забезпечує швидкісне проходження. У кінці зони гравця чекає перший поєдинок із Роботніком, який атакує Соніка та Тейлза на джипі з обертовим буром.

- Chemical Plant Zone (укр. Хімічний завод). Рівень, де зустрічаються довгі магістралі, труби, по яких Сонік та Тейлз переміщаються з великою швидкістю, і рухомі блоки. У другому акті є вода з неоноподібним рожевим світінням, подорож під якою ускладнює наявність великих прірв і відсутність бульбашок із киснем. У битві з гравцем Доктор Еггман використовує хімічну рідину, яка завдає ушкоджень персонажу.

- Aquatic Ruin Zone (укр. Підводні руїни). Зона являє собою залишки стародавнього замку, наполовину затоплені водою. Під водою шлях дуже складний, оскільки там знаходиться неабияка кількість ворогів; також Соніку і Тейлзу необхідно поповнювати запас кисню за допомогою бульбашок, щоб не потонути. Битва з Еггманом проходить між двох тотемних стовпів. Використовуючи величезний молот, Еггман завдає ударів по стовпах, змушуючи їх пускати стріли в гравця.

- Casino Night Zone (укр. Ніч у казино). Рухливий та швидкісний рівень, в якому є всього один тип робота-ворога. За будовою рівень нагадує зону «Spring Yard» з Sonic 1; зона є подобою великої пінбол-машини і заповнена різноманітними фліперами і блоками, які дають гравцеві додаткові очки. Часто на шляху зустрічаються лотерейні слот-автомати, які при різних результатах дають Соніку та Тейлзу кільця і, навпаки, можуть забрати їх. Для битви з Роботніком використана овальна кімната з шістьма фліперами і кулями-відбивачами.

- Hill Top Zone (укр. Вершина Пагорба). Зона, де дія розгортається вище хмар. Складність цього рівня полягає в заповнених вогняною лавою печерах і проваллях. На початку другого акту гравець може йти двома шляхами, верхнім та нижнім; в середині акту його буде чекати невелике випробування у вигляді виверження лави, яке тягне за собою дрейф величезного пласта землі. У кінці рівня Доктор Роботнік періодично підпалює платформи, на яких стоять Сонік та Тейлз.

- Mystic Cave Zone (укр. Містичні печери). Темна та таємнича зона, що являє собою величезну печеру з шахтами. У ній часто зустрічаються роботи-світлячки, невразливі під час їх світіння. Роботнік у битві з гравцем з'являється на буровій машині, за допомогою якої влаштовує на Соніка та Тейлза обвал зі сталактитів.

- Oil Ocean Zone (укр. Нафтовий океан). Зона великої нафтової станції, під якою знаходиться ціле озеро з палива. Гравець може подорожувати через кулі, що перебувають під напором, переміщуватися по платформах, які підкидає полум'ям, розтискати пружини. Розлите внизу паливо не становить небезпеки для головних героїв, але якщо постійно не вистрибувати звідти, вони можуть швидко затонути в безодні. Бій з босом на цій зоні досить непростий: Доктор Еггман керує підводним човном і, ненадовго спливаючи на поверхню, випускає двох змієподібних роботів: з гострим шипом в одного, і з лазерною гарматою в іншого.

- Metropolis Zone (укр. Мегаполіс). Величезна база-місто Доктора Роботніка, лабіринтовий рівень з великою кількістю різних механізмів, які гравець використовує для його проходження. На додаток до того, що цей рівень виділяється серед інших розмірами і заплутаністю, він має три акти замість двох. Як бос з'являється Доктор Роботнік у своїй черговій машині, навколо якої обертаються кулі. Після кожної атаки його гравцем одна з куль відокремлюється від ланцюга і перетворюється на зменшену копію самого Еггмана, яка також небезпечна для гравця.

- Sky Chase Zone (укр. Небесна гонитва). Зона складається всього з одного акта. Сонік та Тейлз на біплані «Торнадо» переслідують велику літаючу базу Еггмана, зустрічаючи на своєму шляху армію з різних летючих роботів. При цьому Сонік виступає як боєць, стоячи на верхньому крилі «Торнадо», в той час як лисеня веде літак (в одиночній грі і Сонік, і літак керуються з одного геймпада). На цьому рівні немає боса, в кінці нього гравець просто наздоганяє базу Доктора Еггмана.

- Wing Fortress Zone (укр. Крилата фортеця). Ця зона також складається з одного акта. Головні герої наздоганяють «Крилату фортецю», але «Торнадо» збивають лазерні гармати і Сонік проходить цю зону наодинці. Пересування по базі ускладнене, оскільки майже в будь-якому місці рівня Сонік ризикує впасти вниз. Кінцевою метою є пілотна кабіна Крилатої фортеці, де Роботнік здійснює спробу позбутися Соніка, піймавши його між двох силових полів і атакуючи великим лазерним променем зі стелі, з кожним пострілом якого простір Соніка звужується. У кінці зони Доктор Роботнік втікає на своєму космічному кораблі, проте саме в цей момент повертається Тейлз, і на полагодженому літаку, допомагає Соніку наздогнати лиходія, після його їжак чіпляється за борт його корабля.

- Death Egg Zone (укр. Яйце Смерті). Потужна космічна станція Роботніка, куди зрештою добираються Сонік і його ворог. Це заключний рівень, який складається з двох битв, складність яких підкріплюється відсутністю кілець на станції. Спершу на Соніка чекає битва з його робо-подобою, Меха-Соніком[6][7]. Після його знищення Еггман постане у своєму найбільшому і потужному роботі, який стилізований під його зовнішній вигляд і носить таку ж назву, як і сама станція — «Яйце Смерті»[7]. У робота різноманітний набір атак; крім того, що він може розчавити Соніка ногою або, злетівши, завдати удару з повітря, в його озброєння входять метання власних рук з шипами та скидання бомб. Після перемоги Соніка над цим роботом станція починає вибухати, і Соніку доводиться зістрибнути з неї, однак від падіння його рятує на біплані Тейлз.

### Special Stages
У грі існують особливі рівні — Special Stages, які гравець проходить для отримання Смарагдів Хаосу, однак тут число каменів і, відповідно, рівнів 7, а повністю зібрані вони дозволяють Соніку прийняти суперформу (див. вище). Щоб потрапити до спеціального рівня, гравцеві потрібно набрати 50 або більше кілець і пройти контрольний стовп, стрибнувши після у новостворене коло зірочок. Після повернення звідти гравець опиняється без кілець, але всі вони поновлюються на самій зоні разом з ворогами та моніторами.
У Sonic the Hedgehog 2 «Special Stage» являє собою довгу різнобарвну трубу, що періодично повертається і звивається. Гравець повинен пройти по цій трубі 3 етапи, зібравши необхідну кількість кілець і уникаючи шипів, при зіткненні з якими Сонік втрачає десяток набраних кілець. У кінці труби нагородою гравцеві і буде Смарагд Хаосу, а також додаткові очки, що нараховуються за зібрані кільця.

### Режим Debug Mode
Як і в Sonic the Hedgehog, в грі доступний особливий режим Debug Mode, за допомогою якого гравець може вільно переміщатися по рівнях і встановлювати різні ігрові об'єкти — кільця, монітори, ворогів і т. д. Щоб активувати Debug Mode, спочатку необхідно зробити доступним режим вибору рівнів: прослухати в опціях гри музичні треки 19, 65, 9, 17; повинен прозвучати дзвін кілець, після якого потрібно натиснути A + START і, після повторного завантаження титульного екрану, натиснути їх ще раз.
Вийшовши таким чином в меню вибору рівнів, де також доступне прослуховування звуків з гри, треба прослухати треки в наступному порядку: 1, 9, 9, 2, 1, 1, 2, 4 (24 листопада 1992, дата виходу гри). Після прозвучить дзвін кілець. Вибравши будь-який рівень зі списку і натиснувши A + START, гравець увійде до нього з активованим режимом Debug Mode.

### Єхидна Наклз у Sonic 2
За допомогою технології Lock-on, з якою була випущена гра Sonic & Knuckles, можна пограти в Sonic the Hedgehog 2 за нового персонажа, що з'явився там — єхидну Наклза. Для цього необхідно об'єднати картридж Sonic & Knuckles з Sonic 2.
Відмінності гри за Наклза:
- Заставки з назвами рівнів стали червоно-зеленими;
- Після проходження «Special Stages» Наклз не втрачає зібрані кільця, і в той же час, вони відновлюються на рівні разом з ворогами та моніторами;
- У грі доступний тільки Наклз; на титульному екрані відсутні різні опції;
- Захисні сірого кольору;
- Наклз також низько стрибає, тому гра ведеться дещо складніше, що особливо проявляється в бою з фінальним босом. З іншого боку, в грі є місця, куди може потрапити тільки Наклз (наприклад, на вершинах рівня «Chemical Plant» є кілька моніторів з життями).

## Бета-версії
Існують дві тестові версії ігри, що відрізняються за своєю структурою, які можна знайти в Інтернеті і грати через емулятор.

### Альфа
У альфа-версії Sonic 2 використовувався ігровий рушій першої частини. У ній були присутні всього шість рівнів, з яких лише 5 були ігровими, а музика для зон використовувалася з саундтрека Sonic the Hedgehog:
- «Green Hill» (музика з 1-ї частини)
- «Emerald Hill» (музика з Star Light)
- «Chemical Plant» (музика з Marble)
- «Hidden Palace» (музика з Spring Yard)
- «Hill Top» (музика з Scrap Brain)

Є також рівні, що заміщають «Labyrinth» і «Final», але пограти в них неможливо. Головна особливість альфа-версії, яку вирізали — це коли Сонік, врізавшись в стіну, відлітає і на час втрачає свідомість.

### Остання бета
Ця бета-версія також використовувала рушій Sonic the Hedgehog, але в ній додані зони, які були вирізані з фінальної версії, такі як: Wood Zone, Hidden Palace, Dust Hill, Winter Hill, Rock Zone, Death Egg, Genocide City. Версія була, також, випущена піратами на картриджах і навіть успішно продавалася.
З усіх зон досить ігровими є лише:
- «Aquatic Ruin» (названий як Neo Green Hill)
- «Chemical Plant»
- «Hill Top»
- «Emerald Hill»

Деякі зони можуть не запускатися взагалі, у вигляді рівня без об'єктів і з палітрою замість фону певних рівнів, через що Сонік з Тейлзом вже на початку гри полетять в самий низ. Зони «Metropolis», «Casino Night», «Mystic Cave» і «Oil Ocean», які існують у завершеному Sonic the Hedgehog 2 теж неможливо пройти через відсутність кілець, шипів, ворогів, фінальних знаків і т. д.
За гравцем також бігає Тейлз, але якщо він отримує пошкодження, то втрачає всі зібрані Соніком кільця.